# Torneo Apertura 2007 (Guatemala)
El Torneo de Apertura 2007 fue el 17º torneo corto del fútbol guatemalteco, dando inicio a la temporada 2007-2008 de la Liga Nacional de Fútbol de Guatemala.

## Cambios
El equipo Deportivo Malacateco ocupó la plaza dejada por Deportivo Mictlán.

## Equipos participantes
| Club                                   | Ciudad              | Departamento   | Estadio                         | Capacidad |
| -------------------------------------- | ------------------- | -------------- | ------------------------------- | --------- |
| Club Social y Deportivo Comunicaciones | Ciudad de Guatemala | Guatemala      | Estadio Mateo Flores            | 30.000    |
| Club Social y Deportivo Municipal      | Ciudad de Guatemala | Guatemala      | Estadio Mateo Flores            | 30.000    |
| Club Social y Deportivo Suchitepéquez  | Mazatenango         | Suchitepéquez  | Estadio Carlos Salazar Hijo     | 10.000    |
| Deportivo Jalapa                       | Jalapa              | Jalapa         | Estadio Las Flores              | 10.000    |
| Deportivo Malacateco                   | Malacatán           | San Marcos     | Estadio Santa Lucía             | 3.000     |
| Deportivo Marquense                    | San Marcos          | San Marcos     | Estadio Marquesa de la Ensenada | 10.000    |
| Deportivo Petapa                       | San Miguel Petapa   | Guatemala      | Estadio Julio A. Cobar          | 7.500     |
| Deportivo Zacapa                       | Zacapa              | Zacapa         | Estadio David Ordóñez Bardales  | 10.000    |
| Heredia Jaguares                       | San José            | Petén          | Estadio Julián Tesucún          | 3.000     |
| Xelajú Mario Camposeco                 | Quetzaltenango      | Quetzaltenango | Estadio Mario Camposeco         | 11.000    |
|                                        |                     |                |                                 |           |

## Equipos por Departamento
| Departamento   | N.º | Equipos                         |
| -------------- | --- | ------------------------------- |
| Guatemala      | 3   | Comunicaciones Municipal Petapa |
| San Marcos     | 2   | Malacateco Marquense            |
| Jalapa         | 1   | Jalapa                          |
| Petén          | 1   | Heredia Jaguares                |
| Quetzaltenango | 1   | Xelajú                          |
| Suchitepéquez  | 1   | Suchitepéquez                   |
| Zacapa         | 1   | Zacapa                          |

## Fase de clasificación
|  | Pos. | Equipos        | PJ | PG | PE | PP | GF | GC | Dif. | PTS | Clasificación        |
|  | ---- | -------------- | -- | -- | -- | -- | -- | -- | ---- | --- | -------------------- |
|  | 1º   | Municipal      | 18 | 8  | 7  | 3  | 31 | 18 | +13  | 31  | Semifinales          |
|  | 2º   | Jalapa         | 18 | 7  | 7  | 4  | 32 | 26 | +6   | 28  | Semifinales          |
|  | 3º   | Comunicaciones | 18 | 7  | 6  | 5  | 27 | 18 | +9   | 27  | Acceso a semifinales |
|  | 4º   | Xelajú MC      | 18 | 7  | 4  | 7  | 14 | 22 | -8   | 25  | Acceso a semifinales |
|  | 5º   | Suchitepéquez  | 18 | 6  | 6  | 6  | 32 | 27 | +5   | 24  | Acceso a semifinales |
|  | 6º   | Zacapa         | 18 | 6  | 6  | 6  | 31 | 31 | 0    | 24  | Acceso a semifinales |
|  | 7º   | Marquense      | 18 | 6  | 6  | 6  | 21 | 27 | -6   | 24  |                      |
|  | 8º   | Malacateco     | 18 | 6  | 2  | 10 | 16 | 22 | -6   | 20  |                      |
|  | 9°   | Heredia        | 18 | 5  | 4  | 9  | 22 | 26 | -4   | 19  |                      |
|  | 10º  | Petapa         | 18 | 3  | 10 | 5  | 20 | 29 | -9   | 19  |                      |
|  |      |                |    |    |    |    |    |    |      |     |                      |

## Líderes individuales

### Trofeo Botín de Oro
| N.º | Jugador             | Goles | Penales | Equipo                                 |
| --- | ------------------- | ----- | ------- | -------------------------------------- |
|     | Adrián Apellaniz    | 14    | 1       | Deportivo Jalapa                       |
| 2   | Selvin Motta        | 12    | 2       | Deportivo Zacapa                       |
| 3   | Jorge dos Santos    | 10    | 3       | Deportivo Jalapa                       |
| 4   | Tránsito Montepeque | 8     | 0       | Club Social y Deportivo Comunicaciones |

## Fase Final
|  | Clasificación a Semifinales | Clasificación a Semifinales | Clasificación a Semifinales | Clasificación a Semifinales | Clasificación a Semifinales |  |  | Semifinales | Semifinales    | Semifinales | Semifinales | Semifinales |  |  | Final | Final         | Final | Final | Final |
|  |                             |                             |                             |                             |                             |  |  |             |                |             |             |             |  |  |       |               |       |       |       |
|  |                             |                             |                             |                             |                             |  |  | 2           | Jalapa         | 0           | 2           | 2           |  |  |       |               |       |       |       |
|  | 3                           | Comunicaciones (p)          | 1                           | 1                           | 2 (3)                       |  |  | 3           | Comunicaciones | 1           | 0           | 1           |  |  |       |               |       |       |       |
|  | 6                           | Zacapa                      | 1                           | 1                           | 2 (0)                       |  |  |             |                |             |             |             |  |  | 2     | Jalapa (v)    | 1     | 0     | 1     |
|  |                             |                             |                             |                             |                             |  |  |             |                |             |             |             |  |  | 5     | Suchitepequez | 1     | 0     | 1     |
|  |                             |                             |                             |                             |                             |  |  | 1           | Municipal      | 0           | 1           | 1           |  |  |       |               |       |       |       |
|  | 4                           | Xelajú M.C.                 | 1                           | 1                           | 2                           |  |  | 5           | Suchitepequez  | 1           | 1           | 2           |  |  |       |               |       |       |       |
|  | 5                           | Suchitepéquez               | 3                           | 0                           | 3                           |  |  |             |                |             |             |             |  |  |       |               |       |       |       |

| Campeón Apertura 2007      |
| Deportivo Jalapa 1º Título |
| -------------------------- |